# Гаррисон (округ, Западная Виргиния)
Округ Гаррисон (англ. Harrison County) располагается в США, штате Западная Виргиния. Официально образован 3 мая 1784 года, получил своё название в честь американского политического и государственного деятеля Бенджамина Гаррисона V. По состоянию на 2012 год, численность населения составляла 69 141 человек.

## География
По данным Бюро переписи США, общая площадь округа равняется 1078,7 км², из которых 1077,4 км² суша и 1,3 км² или 0,1 % это водоёмы.

### Соседние округа
- Марион (Западная Виргиния) — север
- Тейлор (Западная Виргиния) — восток
- Барбор (Западная Виргиния) — восток
- Апшер (Западная Виргиния) — юго-восток
- Льюис (Западная Виргиния) — юг
- Додридж (Западная Виргиния) — запад
- Уэтзел (Западная Виргиния) — северо-запад

## Население
По данным переписи населения 2000 года в округе проживает 68 652 жителей в составе 27 867 домашних хозяйств и 19 088 семей. Плотность населения составляет 64 человека на км². На территории округа насчитывается 31 112 жилых строений, при плотности застройки 29 строений на км². Расовый состав населения: белые — 96,55 %, афроамериканцы — 1,61 %, коренные американцы (индейцы) — 0,15 %, азиаты — 0,59 %, гавайцы — 0,03 %, представители других рас — 0,21 %, представители двух или более рас — 0,86 %. Испаноязычные составляли 0,96 % населения независимо от расы.
В составе 29,7 % из общего числа домашних хозяйств проживают дети в возрасте до 18 лет, 53,3 % домашних хозяйств представляют собой супружеские пары проживающие вместе, 11,4 % домашних хозяйств представляют собой одиноких женщин без супруга, 31,5 % домашних хозяйств не имеют отношения к семьям, 27,7 % домашних хозяйств состоят из одного человека, 13,2 % домашних хозяйств состоят из престарелых (65 лет и старше), проживающих в одиночестве. Средний размер домашнего хозяйства составляет 2,42 человека, и средний размер семьи 2,94 человека.
Возрастной состав округа: 23,1 % моложе 18 лет, 8,3 % от 18 до 24, 27,5 % от 25 до 44, 24,5 % от 45 до 64 и 16,6 % от 65 и старше. Средний возраст жителя округа 39 лет. На каждые 100 женщин приходится 91,8 мужчин. На каждые 100 женщин старше 18 лет приходится 88,2 мужчин.
Средний доход на домохозяйство в округе составлял 30 562 USD, на семью — 36 870 USD. Среднестатистический заработок мужчины был 30 721 USD против 22 110 USD для женщины. Доход на душу населения составлял 16 810 USD. Около 13,6 % семей и 17,2 % общего населения находились ниже черты бедности, в том числе — 24,1 % молодёжи (тех кому ещё не исполнилось 18 лет) и 9,4 % тех кому было уже больше 65 лет.